# Hamirpur (distrikt i Himachal Pradesh)
Hamīrpur är ett distrikt i Indien.   Det ligger i delstaten Himachal Pradesh, i den norra delen av landet, 400 km norr om huvudstaden New Delhi. Antalet invånare är 454 768.
Följande samhällen finns i Hamīrpur:
- Hamīrpur
- Tīra Sujānpur
- Nādaun